# Zagarise
Zagarise är en ort och kommun i provinsen Catanzaro i regionen Kalabrien i Italien. Kommunen hade 1 582 invånare (2018).